# U23-Straßenlauf-Länderkampf der Frauen 1994 Deutschland – Russland
| 7. Leichtathletik-Länderkampf mit deutscher Beteiligung 1994 | 7. Leichtathletik-Länderkampf mit deutscher Beteiligung 1994                     |
| ------------------------------------------------------------ | -------------------------------------------------------------------------------- |
|                                                              |                                                                                  |
| U23-Straßenlaufvergleich der Frauen: Deutschland – Russland  |                                                                                  |
| Austragungsort                                               | Schortens                                                                        |
| Wettbewerbe                                                  | 1                                                                                |
| Datum                                                        | 20. August                                                                       |
| 1. RUS 2. GER                                                | 5:05:23 h 5:13:30 h                                                              |
| Chronik                                                      |                                                                                  |
| ← GER-RUS Str'lauf (U23-M)                                   | erster LK 1995:00 FRA-GER-ITA-RUS Werfer00 (U23-Män+Frau/00 U19-Jun+Jun-innen) → |

Im siebten und letzten Vergleich des Länderkampfjahres 1994 trafen die deutschen U23-Straßenläuferinnen wie ihre männlichen Kollegen am 20. August in der niedersächsischen Stadt Schortens auf Russland. Nach zwei Jahren ohne den für Jahrzehnte regelmäßig als Länderkampf ausgetragenen Straßenlauf fand diese Wettkampfform in diesem Jahr auch für die Frauen – hier für die U23-Juniorinnen – wieder statt. Eine Begegnung zwischen Deutschland und Russland hatte es zuvor noch nicht gegeben.

## Modus
Zur Austragung kam diesmal ein Halbmarathonlauf. Startberechtigt waren sechs Teilnehmerinnen je Land. Gewertet wurden die vier besten Läuferinnen der einzelnen Teams über die Addition ihrer Zeiten.

## Ergebnis
In der Einzelwertung lag eine deutsche Läuferin vorn. Dahinter folgten drei Russinnen und auch die Ränge sechs und sieben gingen an Russland. In der Gesamtwertung setzten sich die Russinnen mit 5:05:23 h sehr deutlich durch. Mit einem Rückstand von mehr als acht Minuten mussten sich die deutschen Läuferinnen mit ihren 5:13:30 h klar geschlagen geben und so ging auch dieser letzte Länderkampf des Jahres 1994 verloren.

### Einzelresultat Halbmarathonlauf
| Platz | Athletin             | Land | Zeit (h) |
| ----- | -------------------- | ---- | -------- |
| 01    | Sonja Krolik         | GER  | 1:13:11  |
| 02    | Lydia Nikiforowa     | RUS  | 1:14:51  |
| 03    | Inna Kozina          | RUS  | 1:15:17  |
| 04    | Olga Nikolajewa      | RUS  | 1:15:54  |
| 05    | Manuela Veith        | GER  | 1:18:43  |
| 06    | Ljudmila Biktaschewa | RUS  | 1:19:21  |
| 07    | Sylvia Schimejewa    | RUS  | 1:19:42  |
| 08    | Dörte Köster         | GER  | 1:20:37  |
| 09    | Esther Heinold       | GER  | 1:20:59  |
| 10    | Anke Laws            | GER  | 1:21:12  |
| 11    | Oksana Kuzmitschewa  | RUS  | 1:23:33  |
| 12    | Nora Reinerth        | GER  | 1:29:09  |